# Cinara longirostris
Cinara longirostris är en insektsart som först beskrevs av Carl Julius Bernhard Börner 1950.  Cinara longirostris ingår i släktet Cinara och familjen långrörsbladlöss. Inga underarter finns listade i Catalogue of Life.